# Eek (Alaska)
Pour les articles homonymes, voir Eek.
Eek (Lik en Yupik) est une ville d'Alaska aux États-Unis dans la Région de recensement de Bethel dont la population était de 296 habitants en 2010.
Eek est desservi par deux aérodromes pour le trafic local privé, ainsi que par un embarcadère sur la rivière Eek, permettant un approvisionnement en liaison avec la rivière Kuskokwim. L'hiver, les habitants se déplacent par motoneige, le long de trois pistes qui rejoignent Quinhagak au sud, Tuntutuliak à l'ouest et Bethel au nord.

## Démographie
| Groupe               | Eek  | Alaska | États-Unis |
| -------------------- | ---- | ------ | ---------- |
| Autochtones d'Alaska | 97,6 | 14,8   | 0,9        |
| Blancs               | 2,4  | 66,7   | 72,4       |
| Autres               | 0,0  | 18,5   | 26,7       |
| Total                | 100  | 100    | 100        |
|                      |      |        |            |
| Latino-Américains    | 1,0  | 5,5    | 16,7       |

Selon l'American Community Survey, pour la période 2011-2015, 86,75 % de la population âgée de plus de 5 ans déclare parler le yupik à la maison, 12,73 % l'anglais et 0,52 % l'espagnol.
| 1920 | 1930 | 1940 | 1950 | 1960 | 1970 |
| ---- | ---- | ---- | ---- | ---- | ---- |
| 119  | 100  | 170  | 141  | 200  | 186  |

| 1980 | 1990 | 2000 | 2010 | - | - |
| ---- | ---- | ---- | ---- | - | - |
| 228  | 254  | 280  | 296  | - | - |